# Senat Diepgen V
Der Senat Diepgen V war vom 9. Dezember 1999 bis 16. Juni 2001 die Landesregierung des Landes Berlin. CDU und SPD bildeten dabei eine Große Koalition.
| Amt                                              | Name                               | Partei | Partei |
| ------------------------------------------------ | ---------------------------------- | ------ | ------ |
| Regierender Bürgermeister                        | Eberhard Diepgen                   |        | CDU    |
| Senator für Justiz                               | Eberhard Diepgen                   |        | CDU    |
| Bürgermeister                                    | Klaus Böger                        |        | SPD    |
| Senator für Schule, Jugend und Sport             | Klaus Böger                        |        | SPD    |
| Bürgermeisterin                                  | Christa Thoben (bis 24. März 2000) |        | CDU    |
| Eckart Werthebach                                |                                    | CDU    |        |
| Senatorin für Arbeit, Soziales und Frauen        | Gabriele Schöttler                 |        | SPD    |
| Senator für Finanzen                             | Peter Kurth                        |        | CDU    |
| Senator für Inneres                              | Eckart Werthebach                  |        | CDU    |
| Senator für Stadtentwicklung                     | Peter Strieder                     |        | SPD    |
| Senator für Wirtschaft und Technologie           | Wolfgang Branoner                  |        | CDU    |
| Senatorin für Wissenschaft, Forschung und Kultur | Christa Thoben (bis 23. März 2000) |        | CDU    |
| Christoph Stölzl (ab 13. April 2000)             |                                    | CDU    |        |